# Kjell Johnsen
Kjell Johnsen (* 11. Juni 1921 in Meland, Norwegen; † 18. Juli 2007 in La Rippe, Schweiz) war ein norwegischer Physiker, der sich mit der Physik von Teilchenbeschleunigern befasste.
Johnsen machte 1948 seinen Diplom-Abschluss als Elektrotechniker an der Technischen Universität Trondheim. 15 Monate war er bei Dennis Gábor am Imperial College in London. Während der Arbeit an seiner Dissertation (Trondheim 1954) stieß er zur Gruppe von Odd Dahl in Bergen, der die Entwicklung eines Protonen-Synchrotrons für das gerade 1952 gegründete CERN leitete. 1953 ging Johnsen nach Genf, wo er Assistent von Hugh Hereward wurde, der die Linearbeschleunigergruppe für das Synchrotron leitete. Er war wesentlich am Protonensynchrotron (PS) des CERN beteiligt, das parallel zu dem Protonensynchrotron AGS am Brookhaven National Laboratory entstand, das Johnsen in dieser Zeit oft besuchte. Johnsen wurde in dieser Zeit zu einem der führenden Beschleunigerexperten. Nach der Fertigstellung des Protonensynchrotrons leitete er mit Arnold Schoch und Kees Zilverschoon eine Beschleuniger-Forschungsgruppe, die den ersten experimentellen Speicherring am CERN baute (CESAR). In der Gruppe entstanden die Pläne für den Intersecting Storage Ring (ISR), den ersten Proton-Proton Collider der Welt, dessen Projektleiter Johnsen war. Das Projekt war damals sehr umstritten, hatte aber die Unterstützung des CERN Direktors Victor Weisskopf, den Johnsen und seine Kollegen überzeugen konnten. Der Bau begann 1966, fertiggestellt wurde es 1971. Es war Wegbereiter vieler späterer Collider bis hin zum LHC.
Johnsen war auch in der ersten Studiengruppe für LEP (und gab dem Projekt den Namen), war ab 1980 als technischer Direktor am ISABELLE-Projekt des Brookhaven National Laboratory beteiligt (wobei er gleichzeitig Gastprofessor am Massachusetts Institute of Technology war) und an Studien für CLIC (Compact Linear Collider), einem  geplanten Elektron-Positron-Collider im Multi-TeV Bereich. Nach seiner Zeit in Brookhaven kehrte er 1982 zum CERN zurück. 
1957 bis 1959 war er Professor an der TU Trondheim und später in Teilzeit Professor in Bergen. 
Johnsen war Gründungsdirektor der Beschleunigerphysik-Schule (Accelerator School) des CERN. Am DESY war er Vorsitzender des HERA Machine Committee.
1990 erhielt er den Robert R. Wilson Prize, vor allem für den ISR. Er war Ehrenmitglied der Norwegischen Akademie der Wissenschaften.